# Oribatula exilis
Oribatula exilis är en kvalsterart som först beskrevs av Hercule Nicolet 1855.  Oribatula exilis ingår i släktet Oribatula och familjen Oribatulidae.

## Underarter
Arten delas in i följande underarter:
- O. e. exilis
- O. e. clavatotrichobothria
- O. e. maculata